# Kenya i olympiska sommarspelen 1984
Kenya deltog med 61 deltagare vid de olympiska sommarspelen 1984 i Los Angeles. Totalt vann de en guldmedalj och två bronsmedaljer.

## Medaljer

### Guld
- Julius Korir - Friidrott, 3 000 meter hinder.

### Brons
- Mike Musyoki - Friidrott, 10 000 meter.
- Ibrahim Bilali - Boxning, flugvikt.

## Boxning
Lätt flugvikt
- Daniel Mwangi
  1. Första omgången – Besegrade Sanpol Sang-Ano (THA), RSC-3
  2. Andra omgången – Förlorade mot Carlos Motta (GUA), 4:1

Bantamvikt
- Sammy Mwangi
  1. Första omgången — Bye
  2. Andra omgången — Förlorade mot Robert Shannon (USA), 5-0

Mellanvikt
- Augustus Oga
  1. Första omgången – Förlorade mot Pedro van Raamsdonk (HOL), 1:4

Tungvikt
- James Omondi
  1. Första omgången – Förlorade mot Angelo Musone (ITA), 0:5

## Friidrott
Herrarnas 400 meter
- David Kitur
  - Heat — 46,25
  - Kvartsfinal — 45,78
  - Semifinal — 45,62 (→ gick inte vidare)

- John Anzarah
  - Heat — 46,12
  - Kvartsfinal — 45,67 (→ gick inte vidare)

- James Atuti
  - Heat — 47,04 (→ gick inte vidare)

Herrarnas 5 000 meter
- Paul Kipkoech
  - Heat — 13:51,54
  - Semifinals — 13:29,08
  - Final — 13:14,40 (→ 5:e plats)

- Charles Cheruiyot
  - Heat — 13:45,99
  - Heat — 13:28,56
  - Final — 13:18,41 (→ 6:e plats)

- Wilson Waigwa
  - Heat — 13:48,84
  - Semifinal — 13:38,59
  - Final — 13:27,34 (→ 10:e plats)

Herrarnas 10 000 meter
- Michael Musyoki
  - Kval — 28:24,24
  - Final — 28:06,46 (→  Brons)

- Joseph Nzau
  - Kval — 28:28,71
  - Final — 28:32,57 (→ 14:e plats)

- Sostenes Bitok
  - Kval — 28:12,17
  - Final — 28:09,01 (→ 6:e plats)

Herrarnas maraton
- Joseph Nzau
  - Final — 2:11:28 (→ 7:e plats)

- Joseph Otieno
  - Final — 2:24:13 (→ 49:e plats)

- Kimurgor Ngeny
  - Final — 2:37:19 (→ 68:e plats)

Herrarnas längdhopp
- Moses Kiyai
  - Kval — 7,51m (→ gick inte vidare, 16:e plats)

- Paul Emordi
  - Kval — startade inte (→ gick inte vidare, ingen placering)

Herrarnas 20 kilometer gång
- Pius Munyasia
  - Final — 1:34:53 (→ 32nd place)

Damernas 1 500 meter
- Justina Chepchirchir
  - Heat — 4:21,97 (→ gick inte vidare)

Damernas 3 000 meter
- Helen Kimaiyo
  - Heat — 8,57,21 (→ gick inte vidare)

Damernas maraton
- Mary Wagaki
  - Final — 2:52:00 (→ 43:e plats)

## Landhockey
Herrar
Gruppspel
| Lag            | Poäng | Spelade | W | D | L | GF | GA | GD  |
| -------------- | ----- | ------- | - | - | - | -- | -- | --- |
| Storbritannien | 9     | 5       | 4 | 1 | 0 | 10 | 5  | +5  |
| Pakistan       | 7     | 5       | 2 | 3 | 0 | 16 | 7  | +9  |
| Nederländerna  | 7     | 5       | 3 | 1 | 1 | 16 | 9  | +6  |
| Nya Zeeland    | 4     | 5       | 1 | 2 | 2 | 10 | 10 | 0   |
| Kenya          | 2     | 5       | 1 | 0 | 4 | 5  | 14 | −9  |
| Kanada         | 1     | 5       | 0 | 1 | 4 | 7  | 19 | −12 |

     Kvalificerade till semifinal
Slutspel
|  | Semifinal      | Semifinal      |   |                 | Final           | Final |  |
|  |                |                |   |                 |                 |       |  |
|  | 9 augusti 1984 |                |   |                 |                 |       |  |
|  | Pakistan       | 3              |   |                 |                 |       |  |
|  | Australien     | 0              |   |                 |                 |       |  |
|  |                |                |   |                 |                 |       |  |
|  |                |                |   |                 | 11 augusti 1984 |       |  |
|  |                |                |   |                 | Pakistan        | 3     |  |
|  |                | Västtyskland   | 1 |                 |                 |       |  |
|  |                |                |   |                 |                 |       |  |
|  |                |                |   |                 |                 |       |  |
|  |                |                |   |                 | Bronsmatch      |       |  |
|  | 9 augusti 1984 | 9 augusti 1984 |   | 11 augusti 1984 | 11 augusti 1984 |       |  |
|  | Västtyskland   | 1              |   | Storbritannien  | 3               |       |  |
|  | Storbritannien | 0              |   |                 | Australien      | 2     |  |